# Neurigona bullata
Neurigona bullata är en tvåvingeart som beskrevs av Negrobov 1987. Neurigona bullata ingår i släktet Neurigona och familjen styltflugor.
Artens utbredningsområde är Tadzjikistan. Inga underarter finns listade i Catalogue of Life.